# Уилма (тауншип, Миннесота)
Уилма (англ. Wilma) — тауншип в округе Пайн, Миннесота, США. На 2000 год его население составило 137 человек.

## География
По данным Бюро переписи населения США площадь тауншипа составляет 95,3 км², из которых 94,1 км² занимает суша, а 1,2 км² — вода (1,22 %).

## Демография
По данным переписи населения 2000 года здесь находились 137 человек, 33 домохозяйства и 17 семей. Плотность населения —  1,5 чел./км². На территории тауншипа расположено 114 построек со средней плотностью 1,2 построек на один квадратный километр. Расовый состав населения: 77,37 % белых, 8,76 % афроамериканцев, 5,11 % коренных американцев, 1,46 % азиатов, 1,46 % — других рас США и 5,84 % приходится на две или более других рас. Испанцы или латиноамериканцы любой расы составляли 2,92 % от популяции тауншипа.
Из 33 домохозяйств в 9,1 % воспитывались дети до 18 лет, в 45,5 % проживали супружеские пары, в 3,0 % проживали незамужние женщины и в 45,5 % домохозяйств проживали несемейные люди. 30,3 % домохозяйств состояли из одного человека, при том 9,1 % из — одиноких пожилых людей старше 65 лет. Средний размер домохозяйства — 1,85, а семьи — 2,17 человека.
58,4 % населения — младше 18 лет, 5,1 % — в возрасте от 18 до 24 лет, 10,9 % — от 25 до 44, 10,2 % — от 45 до 64, и 15,3 % — старше 65 лет. Средний возраст — 17 лет. На каждые 100 женщин приходилось 140,4 мужчин. На каждые 100 женщин старше 18 приходилось 171,4 мужчин.
Средний годовой доход домохозяйства составлял 32 917 долларов, а средний годовой доход семьи —  38 750 долларов. Средний доход мужчин —  38 250  долларов, в то время как у женщин — 26 875. Доход на душу населения составил 7193 доллара. За чертой бедности находились 8,3 % семей и 22,5 % всего населения тауншипа, из которых 50,0 % младше 18 и 5,9 % старше 65 лет.